# Frithjof Sælen (gymnast)
Frithjof Olsen Sælen senior, född 5 augusti 1892, död 9 oktober 1975, var en norsk gymnast. Han var far till författaren Frithjof Sælen.
Sælen tävlade för Norge vid olympiska sommarspelen 1912 i Stockholm, där han var med och tog guld i lagtävlingen i fritt system. 
Vid olympiska sommarspelen 1920 i Antwerpen var Sælen med och tog silver i lagtävlingen i fritt system.